# Michèle Moreau
Pour les articles homonymes, voir Moreau.
Michèle Moreau est éditrice et auteur d'ouvrages pour la jeunesse française, née en Anjou en 1959. Elle a été directrice éditoriale chez Didier Jeunesse de 2005 à 2023. Elle est également traductrice et formatrice.

## Biographie
Après des études à HEC, elle est entrée dans l’édition technique, puis scolaire avant de créer une première collection autour des comptines au sein des éditions Didier en 1988. Elle y a construit un catalogue centré sur la littérature écrite et orale (contes, comptines, poésie) et pour la musique. Elle est aussi auteure de plusieurs livres-disques et a traduit de nombreux albums. Elle participe régulièrement à des conférences formations pour les professionnels du livre et de l’enfance.

## Ouvrages

### Auteure
- Michèle Moreau et Charles Dutertre, Écoute Papa qui parle avec les animaux, Didier jeunesse, coll. « Mon petit livre sonore », 2018 (ISBN 978-2-278-08944-4).
- Michèle Moreau et Charles Dutertre, Écoute Papa qui jardine et qui joue, Didier jeunesse, coll. « Mon petit livre sonore », 2018 (ISBN 978-2-278-08945-1).
- Michèle Moreau et Charles Dutertre, Papa siffle et papa souffle, Didier jeunesse, coll. « Mon petit livre sonore », 2018 (ISBN 978-2-278-06774-9).
- Michèle Moreau, Nathalie Choux, Antoine Delecroix et Olivier Saladin, Debout Groucho !, Didier jeunesse, coll. « Écoute & devine », 2015 (ISBN 978-2-278-08147-9).
- Michèle Moreau, Nathalie Choux, Antoine Delecroix et Gibus, La voiture de Groucho, Didier jeunesse, coll. « Écoute & devine », 2014 (ISBN 978-2-278-07810-3).
- Michèle Moreau, Martine Bourre, Michèle Moreau et Misja Fitzgerald-Michel, Au bain mon lapin, Didier jeunesse, coll. « Mes histoires à écouter », 2012 (ISBN 978-2-278-06536-3).
- Tʹä-Čun I, Dong-Sung Kim et Michèle Moreau, En attendant maman, Didier jeunesse, 2007 (ISBN 978-2-278-05715-3).
- Michèle Moreau, L'es où le doudou de Lulu ?, Didier Jeunesse, 2005 (ISBN 9782278129973).

### Traductrice
- Bob Graham (trad. Michèle Moreau), Premiers pas, Paris, Didier Jeunesse, 2014, 32 p. (ISBN 9782278075911).
- Michael Rosen, Kevin Waldron et Michèle Moreau, La toute petite mouche, Didier jeunesse, 2010 (ISBN 978-2-278-06542-4).